# Бакинские комиссары
«Баки́нские комисса́ры» («26 бакинских комиссаров») — в основном руководители Бакинского совнаркома (исполнительный орган Бакинской коммуны), вошедшие в историографию своей гибелью: в ночь на 20 сентября 1918 года они были казнены под Красноводском по приказу Закаспийского временного правительства за сдачу Баку турецко-азербайджано-дагестанским войскам. Комиссаров арестовала в Баку Диктатура Центрокаспия (1 августа 1918 года) по обвинению в жестоком подавлении антибольшевистских выступлений в марте 1918 года, в ходе которого были убиты около 10 тысяч человек.

## Деятельность в Баку
2 (15) ноября 1917 года, спустя неделю после падения Временного правительства в Петрограде, в Баку был сформирован Бакинский совет рабочих, крестьянских и солдатских депутатов (Баксовет), который позже возглавил большевик Степан Шаумян. В апреле 1918 года Бакинский Совет при поддержке вооружённых отрядов армянской партии «Дашнакцутюн» в результате кровопролитных мартовских событий утвердил свою власть в Баку. 31 марта 1918 года в Баку началась массовая резня азербайджанцев.
25 апреля 1918 года на заседании Бакинского совета был образован Бакинский совет народных комиссаров (Совнарком), состоящий из большевиков и левых эсеров. В Бакинский СНК вошли большевики: С. Г. Шаумян (председатель СНК и нарком по внешним делам), П. А. Джапаридзе (нарком по внутренним делам), Я. Д. Зевин (нарком труда), М. А. Азизбеков (губернский комиссар), Г. Н. Корганов (нарком по военным и морским делам), Н. Н. Нариманов (нарком городского хозяйства), И. Т. Фиолетов (нарком народного хозяйства), А. Б. Каринян (нарком юстиции), Н. Н. Колесникова (нарком просвещения); и левые эсеры: М. Г. Везиров (нарком земледелия), И. Сухарцев (нарком путей сообщения, морского транспорта, почт и телеграфов).
Бакинский СНК приступил к проведению социально-экономических преобразований на контролируемой территории. В апреле был принят Декрет о ликвидации частной собственности на недвижимое имущество в городах. Многие дома были реквизированы у прежних владельцев и переданы рабочим, не имевшим жилья и проживавшим в перенаселённых, либо опасных для здоровья помещениях. В июне Бакинский СНК издал декреты о национализации нефтяной промышленности, Каспийского торгового флота. На предприятиях был введён 8-часовой рабочий день, повышена зарплата рабочих. Были созданы народный университет и школы для взрослых. 18 июня 1918 года Бакинский СНК опубликовал декрет за подписью Мир Гасана Везирова о конфискации помещичьих земель и передаче их трудящимся крестьянам.
В условиях наступления турецких и азербайджанских войск СНК пытался организовать оборону города путём создания Кавказской армии. Однако в конце июня 1918 года войска Совнаркома потерпели поражение под Гёйчаем, и спустя три недели турки были уже под Баку. 19 июля в Баку из Царицына прибыл хорошо вооружённый отряд Г. К. Петрова в составе эскадрона конницы, роты матросов, команды конных разведчиков (30—40 шашек) и одной батареи шестиорудийного состава.
По мере успехов Кавказской исламской армии усиливались настроения в пользу приглашения английских войск. Оппоненты правительства — социалисты различных оттенков: правые эсеры, меньшевики и армянские социалисты — на чрезвычайном заседании Бакинского совета 25 июля 1918 года предложили резолюцию «О приглашении в Баку англичан и образовании власти из представителей всех социалистических партий», которая была принята большинством голосов — 259 голосов «за», 236 голосов «против» (большевики и их сторонники, при этом более четверти членов фракции большевиков находилось на фронте). 31 июля 1918 года Бакинский Совнарком заявил о сложении своих полномочий и решил бежать в Астрахань, которая в тот момент была в руках советской власти. Власть в Баку с 1 августа 1918 года перешла в руки нового правительства — Временной диктатуры Центрокаспия и Президиума Временного исполнительного Совета рабочих и солдатских депутатов, сформированного блоком правых социалистов. Большевистские газеты «Известия» и «Бакинский рабочий» были закрыты.

## Гибель комиссаров
4 августа в Баку прибыл отряд британских войск во главе с полковником Клодом Бейфилдом Стоксом. В связи со сложившейся ситуацией 16 августа руководящие деятели Бакинской коммуны вместе с отрядом Петрова погрузились на пароходы и направились в Астрахань. Однако военные суда Диктатуры Центрокаспия догнали их и принудили вернуться в Баку, где 17 августа 35 человек были арестованы и заключены в Баиловскую тюрьму «…за попытку бегства без сдачи отчёта о расходовании народных денег, вывоз военного имущества и измену». В тот же день был разоружён отряд Петрова. Разоружённых красноармейцев отправили в Астрахань, а самого Петрова присоединили к арестованным.
7 сентября Чрезвычайная следственная комиссия приняла заключительное постановление о привлечении Шаумяна, Корганова, Коганова, Джапаридзе, Костандяна, Осепянца, Ионесянца, Амирова, Полухина, Тер-Саакянца, Нуриджаняна и Петрова к ответственности за то, что они бросили бакинский пролетариат в «минуты смертельной опасности», призывали население к «ниспровержению существующей власти» и т. д. и т. п. 11 сентября дело об арестованных большевиках было передано военно-следственной комиссии для предания их военному суду.
Однако военные неудачи преследовали и Диктатуру Центрокаспия. 13 сентября английские войска оставили Баку. На другой день за ними последовало правительство Диктатуры Центрокаспия.
Накануне входа в Баку турецких войск Анастас Микоян, бывший депутатом Бакинского Совета (назначенный руководить бакинским большевистским подпольем), добился у главы Диктатуры эсера Велунца разрешения на эвакуацию комиссаров. Ночью 14 сентября, когда турецко-азербайджанские войска вплотную подошли к Баку, комиссары были выпущены из тюрьмы. По другим сведениям, сами бежали в суматохе. Однако они не успели на пароход с большевистской командой «Севан» и на рассвете 15 сентября погрузились на последний отходивший из Баку пароход «Туркмен», в основном с дашнаками под командой Татевоса Амирова. Из-за недостатка топлива или по инициативе команды парохода, не желавшей спасать большевиков, пароход причалил не в Астрахани, а в Красноводске. Красноводск подчинялся ашхабадскому Закаспийскому временному правительству, состоявшему из эсеров во главе с машинистом Фёдором Фунтиковым; непосредственно в Красноводске власть принадлежала комитету во главе с эсером В. Куном.
Советские источники привязывают к делу ареста комиссаров британцев. По другим источникам, британцы вообще не знали о происходящем. При обыске у Корганова, являвшегося старостой в бакинской тюрьме, был отобран список товарищей, среди которых он распределял продукты. В этом списке значилось 25 из 36 имён. Власти Красноводска приняли этот список за руководящих деятелей Бакинской коммуны, хотя в действительности не все из них являлись таковыми. В списке отсутствовали имена А. Микояна, старых большевиков В. Джапаридзе, О. Фиолетовой и М. Туманян, которые не сидели в бакинской тюрьме; видных военных деятелей Бакинской коммуны С. Канделаки и Э. Гигояна, лежавших в бакинской тюремной больнице, а также Сурена и Левона Шаумянов, которых освободили на поруки за 2—3 недели до эвакуации из Баку. К списку, содержавшему 25 имён, прибавили командира партизанского отряда дашнака Татевоса Амирова, в результате чего получилось число 26. На судебном процессе по делу Ф. Фунтикова, проходившем в Баку в 1926 году, Сурен Шаумян в качестве свидетеля показал:

Этим объясняется то обстоятельство, что такие видные большевики, как Анастас Микоян и тов. Самсон Канделаки, остались живы, тогда как в число 26 попали несколько работников незначительной величины (Николашвили, Метакса, младший Богданов) и даже случайные т. т. (Мишне), арестованные в Баку по недоразумению. Будучи случайно арестованными в Баку, они попали в список старосты, впоследствии оказавшийся проскрипционным.— 
Комиссарам Бакинского совнаркома было предъявлено обвинение в сдаче Баку азербайджанским войскам, и они были приговорены к смертной казни. По материалам эмигрантских изданий следует, что следствием и исполнением приговора руководил начальник контрразведки Генерального штаба генерал-майор Алексей Евгеньевич Мартынов. По воспоминаниям его дочери, проживавшей, как и он, в Сан-Франциско, генерал постоянно слушал советское радио, выступления Микояна и очень злился, что не расстрелял его тоже. По его словам, Анастасий Микоян оказал неоценимую помощь следствию в выявлении среди всех беженцев большевистских агентов, за что получил от генерала честное слово офицера, что сохранит ему жизнь.
По версии советской историографии, решение о расстреле бакинских комиссаров было принято английской военной миссией (генерал У. Маллесон, капитан Р. Тиг-Джонс) и эсеровским правительством (Ф. Фунтиков, Курылёв, С. Дружкин, Л. Зимин, В. Кун). На самом деле англичан в то время в Красноводске ещё не было. Все подлинные обстоятельства гибели бакинских комиссаров (в том числе и о причастности к ней членов английской миссии) стали известны ещё в 1922 году, когда были опубликованы результаты работы специальной комиссии ВЦИК РСФСР под руководством В. А. Чайкина.
В ночь на 20 сентября двадцать шесть человек посадили на экстренный поезд, направившийся в сторону Ашхабада. Поезд, который вели машинист З. Е. Щеголютин и его помощник А. Курашёв, остановился на 207-й версте между станциями Перевал и Ахча-Куйма Закаспийской железной дороги (между телеграфными столбами № 118 и № 119), где комиссаров расстреляли, что подтверждается данными эксгумации 2009 года.

## Список бакинских комиссаров
1. Авакян, Багдасар Айрапетович — комендант города Баку (по другим данным Авекян).
2. Азизбеков, Мешади Азим-бек-оглы — бакинский губернский комиссар.
3. Амирян, Татевос Минасович — член партии «Дашнакцутюн», командир кавалерийского отряда.
4. Амирян, Арсен Минасович — редактор газеты «Бакинский рабочий».
5. Басин, Меер Велькович — член Военно-революционного комитета Кавказской армии.
6. Берг, Эйжен Августович — матрос, начальник связи советских войск в Баку.
7. Богданов, Анатолий Абрамович — служащий.
8. Богданов, Соломон Абрамович — член Военно-революционного комитета.
9. Борьян, Арменак Артёмович — журналист.
10. Везиров, Мир-Гасан Кязим оглы — народный комиссар земледелия.
11. Габышев, Иван Яковлевич — комиссар бригады.
12. Джапаридзе, Прокофий Апрасионович — председатель Бакинского Совета рабочих, крестьянских, солдатских и матросских депутатов.
13. Зевин, Яков Давидович — народный комиссар труда.
14. Коганов, Марк Романович — член Военно-революционного комитета.
15. Корганов, Григорий Николаевич — народный комиссар по военно-морским делам.
16. Костандян, Арам Мартиросович — заместитель народного комиссара продовольствия.
17. Малыгин, Иван Васильевич — заместитель председателя Военно-революционного комитета Кавказской армии, член коллегии Народного комиссариата по военно-морским делам.
18. Метакса, Ираклий Панаитович — личный охранник Шаумяна.
19. Мишне, Исай Абрамович — делопроизводитель Военно-революционного комитета.
20. Николайшвили, Иван Михайлович — личный охранник Джапаридзе.
21. Осепян, Сурен Григорьевич — редактор газеты «Известия Бакинского Совета».
22. Петров, Григорий Константинович — военный комиссар Бакинского района, командир красногвардейского отряда.
23. Полухин, Владимир Фёдорович — член коллегии комиссариата по военно-морским делам РСФСР.
24. Солнцев, Фёдор Фёдорович — военный работник, комиссар военно-инструкторской школы.
25. Фиолетов, Иван Тимофеевич — председатель Совета народного хозяйства.
26. Шаумян, Степан Георгиевич — чрезвычайный комиссар Кавказа, председатель Бакинского Совета народных комиссаров.

## Захоронение
В сентябре 1920 года останки бакинских комиссаров были перевезены в Баку и торжественно захоронены на площади, получившей название «Площадь 26 бакинских комиссаров». В 1958 году на площади был установлен памятник, а в 1968 году сооружён пантеон. 12 января 2009 года руководство Азербайджана демонтировало памятник. При проведении работ по перезахоронению останков были обнаружены останки только 23 человек. Останки трёх человек обнаружены не были, в частности, среди 23 бирок, которыми были помечены останки, отсутствовала бирка с именем председателя Бакинского СНК Степана Шаумяна. 26 января останки 23 комиссаров были перезахоронены на Говсанском кладбище в бакинском районе Сураханы при участии мусульманских, христианских и иудейских религиозных деятелей и с отправлением соответствующих религиозных обрядов.
Внучка Шаумяна — руководитель центра индийских исследований Института востоковедения РАН Татьяна Шаумян предположила, что если останков трёх человек действительно нет в могиле, то «с ними могло что-то произойти уже после 1920 года». По её словам, в 1930-е годы руководство ЦК Компартии Азербайджана требовало репрессировать родственников Шаумяна, пытаясь представить их «врагами азербайджанского народа». Татьяна Шаумян также отметила, что с останками «могло что-то произойти и в 1980-е годы», когда обострился армяно-азербайджанский конфликт.
Той стране не пасть,

Той стране цвести,

Где могила есть

Двадцати шести.
Согласно судебно-медицинским исследованиям скелетных костей, проведённым 24—26 января при участии учёных Национальной академии наук Азербайджана и специалистов Объединения судебно-медицинской экспертизы и патологической анатомии Министерства здравоохранения Азербайджана, возраст 11 лиц, которым принадлежат скелеты, находится в интервале 20—29, возраст 10 — в интервале 30—39, а возраст 2 — старше 40 лет. Обнаруженные на скелетах многочисленные повреждения указывают на то, что эти лица были убиты огнестрельным оружием двух типов.

## Оценки
С началом 1990-х годов в азербайджанской периодике и научной печати с подачи академика Зии Буниятова деятельность «26 Бакинских комиссаров» была пересмотрена и современной азербайджанской исторической наукой она рассматривается как заговор армянских националистов (с учётом этнического происхождения большинства комиссаров) и их приспешников против Азербайджанской Демократической Республики.

## Память

### Объекты, связанные с памятью о бакинских комиссарах
В честь 26 Бакинских комиссаров были названы:
- Станции тбилисского (переименовано в «Авлабари») и бакинского метрополитенов (переименовано в «Сахил»).
- Улицы во множестве населённых пунктов, в том числе:
  - Москве,
  - Волгограде
  - Иолотань (ныне — улица Горкут-Ата)
  - Астрахани,
  - Гагарине,
  - Екатеринбурге,
  - Ереване (ныне — улица Агатангелоса)
  - Челябинске,
  - Тюмени,
  - Ташкенте (ныне — улица Гоголя)
  - Перми,
  - Луганске,
  - Красноярске,
  - Черновцах (переименована в улицу Юрия Мизунского),
  - Киеве (переименована в улицу Азербайджанскую), также переулок (переименован в переулок Василия Сухенко),
  - Полтаве (переименована в улицу Сечевых Стрельцов)
  - Сумах (переименована в улицу Василия Капниста),
  - Сумгаит (переименована в ул. «20 января»),
  - Баку (ныне — улица Ганифы Алескерова),
  - Харцызске,
  - Махачкале (переименована в ул. М. Ярагского),
  - Орле,
  - Ростове-на-Дону
  - Новочеркасске, Ростовской области,
  - Мариуполе (переименована в Покровскую улицу),
  - Улькане.
  - Сабунчи - ул. 26 Бакинских комиссаров. Переименована 2 апреля 2018 г. после инцидента с кафе "26" напротив ДК "26 Бакинских комиссаров", где находилось захоронение и метро в честь 26 Бакинских комиссаров[прояснить].
  - В Сабунчах также была станция ж/д Шаумян (Мухтарова), снесена в 2018 году[прояснить].
  - В Сабунчах был поселок Шаумян (Нобелевский)[прояснить].
  - В Баку была ж/д станция Фиолетова (снесена)[прояснить].
- Площадь 26 Бакинских комиссаров в Рязани и в Донецке (Украина).
- Район 26 Бакинских комиссаров в Баку (переименован в Сабаильский в 1992 году)
- «Район 26 комиссаров» в Ереване (переименован в «Арабкир»).
- Посёлок в Туркменистане (переименован в Узбой в 2003 году).
- Посёлок Шаумянский, основанный в 1923 году на территории Георгиевского района Ставропольского края.
- Тбилисское высшее артиллерийское командное училище.

Кроме того, именами отдельных комиссаров (Шаумяна, Азизбекова, Габишева и т. п.) были названы станции метро, улицы, города, районы и т. п. в различных городах и населённых пунктах СССР.
Город Степанаван в Армении и Степанакерт в Нагорном Карабахе названы в честь Шаумяна.
- улица Шаумяна, проспект Шаумяна в Санкт-Петербурге, улица Шаумяна в Екатеринбурге, район имени Шаумяна в Ереване (ныне Маштоцкий), улицы Шаумяна, Амиряна в Ростове-на-Дону и Ереване, улица Шаумяна в Краснодаре (ныне Рашпилевская), в Ставрополе, Кропоткине, Югорске, село Шаумян и Шаумянский перевал в Краснодарском крае, улица Шаумяна в Алматы.
- Село Фиолетово в Армении и улица Фиолетова в Астрахани.
- Улица Комиссара Габишева в Казани.
- Улица Джапаридже П.А. в Ростове-на-Дону.
- Перевал Шаумян через Кавказский хребет соединяющий Майкоп и Туапсе.

В Рязани, в небольшом сквере неподалёку от Первомайского проспекта установлен памятник Г. К. Петрову — одному из 26 Бакинских комиссаров.
В центре города Гагарин Смоленской области установлен памятник Ф. Ф. Солнцеву — комиссару военно-инструкторской школы, уроженцу Гжатска (бывшее название города Гагарин), одному из 26 Бакинских комиссаров.
В Москве в 1971 году установлен памятник с бюстами Степана Шаумяна, Мешади Азизбекова, Прокофия Джапаридзе, Ивана Фиолетова.
В Красноводске открыт Мемориальный музей 26 Бакинских комиссаров. В настоящее время музей не функционирует и отдан под административное здание.

### В искусстве
Сергей Есенин написал в честь Бакинских комиссаров «Балладу о двадцати шести».
Николаем Асеевым в 1924 году была написана поэма «Двадцать шесть».
К 30-й годовщине гибели комиссаров бакинский поэт Павел Панченко написал стихотворение «Ночь на 20-е сентября 1918 года».
В 1980-х годах андеграундный поэт Михаил Сухотин написал пародийное стихотворение «Их было 26» с перечислением фамилий всех 26 бакинских комиссаров, обыгрывающее штампы официальной пропаганды.
В 1931 году композитором Арсением Гладковским была написана поэма «Памяти 26 бакинских комиссаров» для голоса, декламации и симфонического оркестра. Спустя пять лет другой композитор — Армен Тигранян сочинил кантату «Кровавая ночь», посвящённую памяти 26 бакинских комиссаров. Композитору Аро Степаняну принадлежит симфоническая поэма «Памяти 26 бакинских комиссаров» (1938). В 1949 году азербайджанский композитор М. Ахмедов сочинил симфонию «Памяти 26 бакинских комиссаров», а в 1957 году была создана баллада «Памяти 26-ти комиссаров» композитора Анушавана Тер-Гевондяна.
В 1933 году был снят фильм «Двадцать шесть комиссаров», а в 1965 году вышел второй фильм — «Двадцать шесть бакинских комиссаров».
В Москве в 50-летнюю годовщину со дня гибели названа улица 26-ти Бакинских Комиссаров. В её начале находится памятник комиссарам (1971 г., скульптор И. Зейналов).